# Ithomiola cephalena
Ithomiola cephalena är en fjärilsart som beskrevs av William Chapman Hewitson 1870. Ithomiola cephalena ingår i släktet Ithomiola och familjen Riodinidae. Inga underarter finns listade i Catalogue of Life.